# Övre Malmtorpsdammen
Övre Malmtorpsdammen är en sjö i Gnesta kommun i Södermanland och ingår i Trosaåns huvudavrinningsområde. Sjön har en area på 0,062 kvadratkilometer och ligger 30,2 meter över havet.

## Delavrinningsområde
Övre Malmtorpsdammen ingår i det delavrinningsområde (654003-158680) som SMHI kallar för Mynnar i Sillen. Medelhöjden är 38 meter över havet och ytan är 8,51 kvadratkilometer. Räknas de 3 avrinningsområdena uppströms in blir den ackumulerade arean 14,32 kvadratkilometer. Vattendraget som avvattnar avrinningsområdet har biflödesordning 2, vilket innebär att vattnet flödar genom totalt 2 vattendrag innan det når havet efter 24 kilometer. Avrinningsområdet består mestadels av skog (59 procent), öppen mark (14 procent) och jordbruk (14 procent). Avrinningsområdet har 0,37 kvadratkilometer vattenytor vilket ger det en sjöprocent på 3,3 procent. Bebyggelsen i området täcker en yta av 0,65 kvadratkilometer eller 6 procent av avrinningsområdet.